# Triprion
A Triprion  a kétéltűek (Amphibia) osztályába és  a békák (Anura) rendjébe a levelibéka-félék (Hylidae) családjába és a Hylinae alcsaládba tartozó nem. A nem fajai Mexikó csendes-óceáni partjának sík területein, a Yucatán-félszigeten és Guatemalában élnek. Ezeknek a békáknak a jellegzetessége, hogy faodvakban élnek, és fura kinézetű csontos fejükkel eltorlaszolják a bejáratot.

## Rendszerezés
A nembe az alábbi 2 faj tartozik:
- Triprion petasatus (Cope, 1865)
- Triprion spatulatus Günther, 1882
- Triprion spinosus (Steindachner, 1864)